# Isocladus magellanensis
Isocladus magellanensis är en kräftdjursart som beskrevs av Richardson1906. Isocladus magellanensis ingår i släktet Isocladus och familjen klotkräftor. Inga underarter finns listade i Catalogue of Life.